# Жирондская медянка
Жиро́ндская медя́нка (лат. Coronella girondica) — вид змей рода медянок семейства ужеобразных.

## Описание
Длина взрослых особей может доходить до 95 см, но обычно не превышает 70 см, самцы короче самок. Вид сходен с медянкой обыкновенной, но в отличие от них имеет более тонкое тело и более закруглённую носовую часть. Окраска спины коричневатая, сероватая, охровая либо розоватая, с тёмной прерывистой полосой — как правило, более широкой, чем у медянки обыкновенной. Брюхо часто жёлтое, оранжевое или красное, покрытое чёрным жирным ромбовидным рисунком, иногда образующим две сплошные линии. Как правило, тёмная полоса, проходящая через глаз (как у обыкновенной медянки), отсутствует, но в большинстве случаев вокруг носовой части имеет чётко выраженную «уздечку». Молодые особи схожи со взрослыми змеями, но в отличие от них окраска более яркая, особенно на брюхе. Верхнегубых щитков обычно 8 (медянка обыкновенная имеет 7), четвёртый и пятый щитки примыкают к глазному яблоку (у многих медянок обыкновенных третий — четвёртый). Межчелюстной щиток небольшой и не вклинивается между межносовыми щитками. Вокруг середины туловища — 21 чешуя (реже 19—23); вдоль брюха у самцов 172—197, у самок — 177—198 пар щитков; и 52—85 (61—85 у самцов и 52—65) щитков на нижней части хвоста.

## Распространение
Естественный ареал включает в себя Испанию, Португалию, южную Францию, Италию, северо-западную Африку.

## Образ жизни

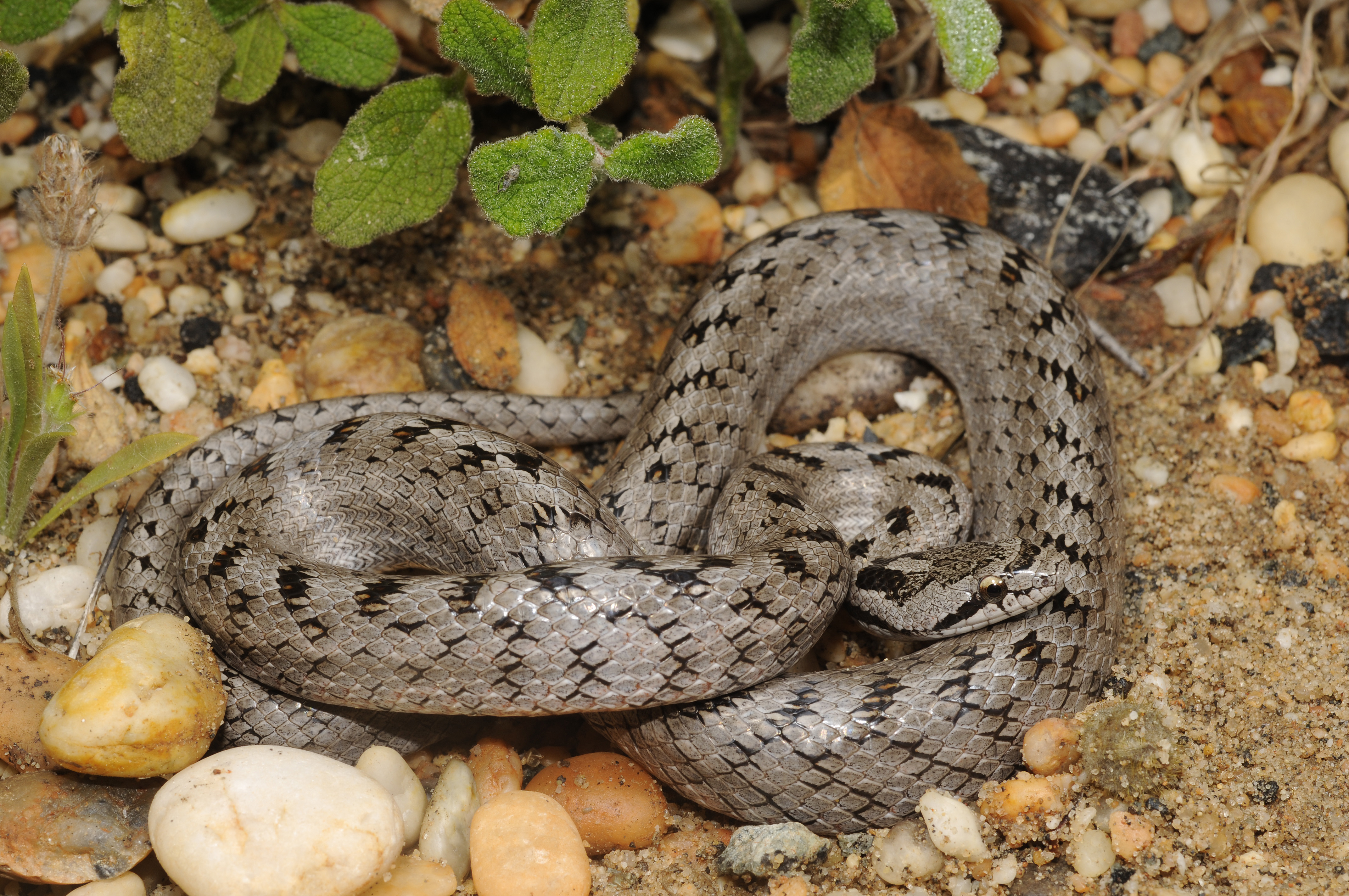

В основном предпочитает более низкие места, чем медянка обыкновенная — живёт в тёплых, сухих биотопах либо возле них, особенно в открытых дубовых, сосновых лесах; в посадках оливковых, миндальных или рожковых деревьев. Иногда встречается в гористой местности — обычно на высоте до 1000 м, а на юге ареала изредка до 2000 метров над уровнем моря. В отличие от медянки обыкновенной, охотится вечером либо в тёплое время года ночью; особенно активна в весеннюю дождливую погоду. Иногда в сырую погоду может быть активна в дневное время суток. По сравнению с медянкой обыкновенной более приручаема, редко пытается укусить, но может сплющить и вытянуть голову, став похожей на гадюку. Питается в основном ящерицами, но иногда охотится на небольших змей, мелких млекопитающих и насекомых. Самки ежегодно откладывают 1—16 (чаще 4—10) продолговатых яиц 20—45 мм длиной и 13—16 мм шириной, как правило, склеенных вместе. Период высиживания занимает 6—9 недель, после чего появляется потомство змей 11—20 см диной. Живёт до 15 лет.